# Vocalo Zanmai
Vocalo Zanmai (Originaltitel: ボカロ三昧 Bokaro Zanmai) ist der Titel des Debütalbums der japanischen Folk-Rock-Band Wagakki Band. Das Album erschien am 23. April 2014 über das japanische Label Avex Trax.
Es beinhaltet zwölf Stücke, allesamt Coverversionen von verschiedenen zuvor veröffentlichten Vocaloid-Stücken verschiedenster Produzenten, mit einer gesamten Spiellänge von 51 Minuten und 31 Sekunden. Vocalo Zanmai stieg auf Anhieb in die Top Ten der japanischen Albumcharts ein und wurde zwischenzeitlich mit einer Goldenen Schallplatte bedacht.

## Hintergrund
Die Wagakki Band startete ihre musikalischen Aktivitäten im Jahr 2013. Bei Vocalo Zanmai handelt es sich um ein Coveralbum auf dem bereits zuvor veröffentlichte Vocaloid-Lieder verschiedenster Produzenten in neuem musikalischen Gewand eingespielt wurden. Vocalo Zanmai ist das einzige Coveralbum der Gruppe, die seitdem eigene Stücke schreibt.
Aufgenommen wurde das Album in mehreren Aufnahmestudios: Im Maruni Studio, im Mit Studio, Studio Sunshine und Sound Arts. Als Produzent fungierte Seiji Fukagawa.

## Veröffentlichung
Vocalo Zanmai erschien am 23. April 2014 über dem japanischen Label Avex Trax. Auf physischer Ebene erschien das Album in drei unterschiedlichen Versionen: Als einfache CD, als CD mit zusätzlicher DVD und als CD mit beigefügter Blu-ray-Disc. Zudem wurde das Album auf digitaler Ebene als Musikdownload und auf Streaming-Plattformen veröffentlicht.
Zum Lied Senbonzakura wurde ein Musikvideo gedreht, welches im Nakoso no Seki in Iwaki in der Präfektur Fukushima entstand.

## Titelliste
| Nr. | Titel (Japanisch) | Titel (Romaji)                  | Länge | Originalinterpret | Original Vocaloid-Stimme |
| --- | ----------------- | ------------------------------- | ----- | ----------------- | ------------------------ |
| 1   | 天樂              | Tengaku                         | 5:07  | Yuuyu-P           | Kagamine Rin             |
| 2   | セツナトリップ    | Setsuna Torippu                 | 4:06  | Last Note.        | GUMI                     |
| 3   | 吉原ラメント      | Yoshiwara Ramento               | 3:55  | Asa               | Kasane Teto              |
| 4   | カゲロウデイズ    | Kagerō Deizu                    | 3:55  | Jin               | Hatsune Miku             |
| 5   | 虹色蝶々          | Niji-iro Chōchō                 | 5:01  | Kurousa-P         | Hatsune Miku             |
| 6   | いろは唄          | Iroha Uta                       | 4:28  | Ginsaku           | Kagamine Rin             |
| 7   | 六兆年と一夜物語  | Rokuchōnen to Ichiya Monogatari | 3:57  | Kemu              | IA                       |
| 8   | 月・影・舞・華    | Tsuki Kage Mai Ka               | 4:13  | Gingahoumen P     | Hatsune Miku             |
| 9   | –                 | Episode.0                       | 5:23  | mathru            | Camui Gakupo             |
| 10  | 深海少女          | Shinkai Shōjo                   | 3:36  | Yuuyu-P           | Hatsune Miku             |
| 11  | 脳漿炸裂ガール    | Nō Shō Sakuretsu Gāru           | 3:14  | Rerulili          | Hatsune Miku & GUMI      |
| 12  | 千本桜            | Senbonzakura                    | 4:30  | Kurousa-P         | Hatsune Miku             |

## Erfolg
Mit der Veröffentlichung von Vocalo Zanmai feierte die Gruppe erste musikalische Erfolge in Japan. Das Album schaffte auf Anhieb den Sprung auf Platz fünf der japanischen Albumcharts von Oricon und hielt sich seit der Veröffentlichung mit Unterbrechungen insgesamt 154 Wochen lang in der Bestenliste auf. Knapp ein Jahr nach der Veröffentlichung wurde das Album für 100.000 verkaufte Einheiten in Japan mit einer Goldenen Schallplatte bedacht.
Mit der Coverversion des Liedes Senbonzakura des Vocaloid-Produzenten Kurousa-P, welches auf dem Album zu hören ist, erreichte die Gruppe erstmals eine weltweite Bekanntheit und gilt international als das bekannteste Lied der Gruppe. Bis November 2021 wurde das Musikvideo auf YouTube mehr als 148 Millionen Mal aufgerufen.